# 馬光洙
馬 光洙（マ・グァンス、마광수、1951年4月14日 - 2017年9月5日）は、韓国の小説家である。ソウル特別市の出身。

## 略歴
1951年4月14日、ソウル生まれである。本貫は木川馬氏。延世大学の国文科と同大学院修了。延世大学の国文科の教授を歴任した。
1977年 『現代文学』に ｢ヘソに｣、｢あぶれ者｣などの6篇の詩が推薦され、登壇した。それから、詩集『狂馬の家』(1980)、『行こう、バラ館へ』(1989)などの作品を発表した。1992年には、小説『楽しいサラ』により筆禍事件となった。評論集としては、『尹東柱の研究』(1984)、『馬光洙の評論集』(1989)、『カラルシスとは何か』(1997)などがある。 
そして、現実と想像を往来する伝記小説｢狂馬日記｣と、『アラビアンナイト』のパロディー形式で、オムニバススタイルである｢アラジンの不思議なランプ｣(2000)を発表した。評論集としては『カタルシスとは何か』などがある。
2017年9月5日、ソウルの自宅で首を吊って亡くなっているのが発見された。

## 主な作品
詩集
- 1980年、『광마집』(光馬の家)[3]
- 1989年、『가자, 장미여관으로』(行こう、バラ館へ)

小説集
- 1980年、『광마일기』(狂馬日記)
- 1991年、『즐거운 사라』(楽しいサラ)
- 2009年、『사랑의 학교』(愛の学校)

評論集
- 1984年、『윤동주 연구』(尹東柱の研究)
- 1989年、『마광수 평론집』(馬光洙の評論集)
- 1997年、『카타르시스란 무엇인가』(カタルシスとは何か)